# 樋口建史
樋口 建史（ひぐち たてし、1953年（昭和28年）4月11日 - ）は、日本の警察官僚。第89代警視総監を経て、駐ミャンマー特命全権大使。

## 略歴
- 愛媛県松山市出身。愛光中学校・高等学校卒業[1]、東京大学法学部卒業[2]。
- 1978年 警察庁入庁
- 1991年 警視庁公安部外事第一課長[3]
- 1993年 警視庁公安部公安総務課長
- 1994年 警察庁刑事局刑事企画課外国人犯罪捜査指導官
- 1997年 警察庁生活安全局薬物対策課長
- 1999年 和歌山県警察本部長
- 2000年 警察庁長官官房付（海外調査研究員）
- 2001年 警察庁長官官房国際部国際第一課長
- 2003年 警察庁刑事局刑事企画課長
- 2005年 北海道警察本部長
- 2007年 警察庁長官官房政策評価審議官兼官房審議官（犯罪収益対策・国際担当）
- 2008年8月7日 警視庁警務部長
- 2009年3月31日 警視庁副総監・警務部長事務取扱
- 2010年1月18日 警察庁生活安全局長
- 2011年8月5日 警視総監
- 2013年1月25日  退官
- 2013年7月1日 新日鐵住金株式会社顧問[4]
- 2013年7月16日 西村あさひ法律事務所アドバイザー
- 2014年4月1日 ミャンマー国駐箚特命全権大使[5]。
- 2018年3月 ミャンマー大使 退任
- 2018年6月 第一三共取締役
- 2019年6月 三浦工業取締役
- 2019年11月 内閣府カジノ管理委員会委員[6][7]
- 2020年6月 大成建設監査役[8]
- 2022年6月 Uber Japanシニア・アドバイザー[9]
- 2023年12月 瑞宝重光章受章[10]
- 2024年10月 株式会社Luup監査役[11]
- 2024年12月 特定非営利活動法人全国万引犯罪防止機構理事長[12]

## 親族
- 長男・樋口高顕
千代田区長。2021年の千代田区長選で無所属で出馬し当選。
- 義父・内田啓利
群馬銀行元常務取締役[13]。群馬ビジネスサービス元社長[13]。藤田エンジニアリング元監査役[13]。妻・利恵子の父[13]。